# 사일런트 힐 (영화)
《사일런트 힐》(영어: Silent Hill)은 2006년 공개된 프랑스와 캐나다의 초자연 공포 영화이다. 동명의 생존 공포 게임이 원작이며, 라다 미첼, 숀 빈, 로리 홀든, 데버라 케라 엉거 등이 출연하였다.
2012년 속편 《사일런트 힐: 레버레이션》이 개봉하였다.

## 줄거리
입양한 딸 샤론이 1970년대에 버려진 웨스트버지니아주 유령 마을 사일런트힐에 관한 악몽을 매일 밤 반복해서 꾸며 위험천만한 몽유병에 시달리자 로즈는 답을 찾기 위해 샤론을 태우고 사일런트힐로 향한다. 로즈가 사일런트힐을 방문하려는 진정한 의도를 의심하는 경찰 시빌이 뒤를 쫓는 가운데 로즈는 갑자기 나타난 소녀를 피하려다가 사고를 일으키고 정신을 잃는다. 깨어난 로즈는 샤론이 보이지 않자 안개로 뒤덮여 있으며 괴물과 컬트 추종자들이 도사린 대체 현실 세계인 사일런트힐을 헤매며 샤론을 찾기 시작한다.

## 출연
- 라다 미첼 - 로즈 다실바 역
- 숀 빈 - 크리스토퍼 다실바 역
- 로리 홀든 - 시빌 베넷 역
- 데버라 케라 엉거 - 데일리아 길레스피 역
- 킴 코츠
- 타니아 앨런
- 크리스 브리턴
- 앨리스 크리거
- 조델 펄랜드

## 기타 제작진
- 라인 제작: 데브 러페이브
- 배역: 디어드러 보언
- 미술: 캐럴 스피어
- 의상: 웬디 파트리지

## 같이 보기
- 비디오 게임을 원작으로 한 영화 목록